# ブラックナイトパレード
『ブラックナイトパレード』は、中村光による日本の漫画作品。『週刊ヤングジャンプ』（集英社）にて、2016年49号から2019年34号まで連載された後、『ウルトラジャンプ』（同社刊）に移籍して2019年10月号から連載中。2021年、8月から中村の育児休暇による休載を挟み、2022年1月号から連載が再開された。中村の代表作のひとつとされる作品。
2016年12月には本作の単行本第1巻の発売と『聖☆おにいさん』の実写ドラマ化を記念して、2作がコラボレートしたポスターが制作された。ほかにも単行本第1巻発売記念として『少年ジャンプ+』（同社）にて、うすた京介の『フードファイタータベル』とのコラボ読み切りが12月9日と12月10日に公開された。
2022年12月23日に映画版が公開された。

## あらすじ
「どこにも取り柄のない」と自負する青年の日野三春は、大学受験に失敗、就活するも実らず、恋人もいない生活を送り三年の間、コンビニバイトで同僚の田中皇帝（カイザー）の不手際の責任を押し付けられるなど、冴えない毎日を送っていた。
三度目のクリスマスの夜、限界を迎えた三春は同僚と同じように廃棄するケーキを盗んでしまう。アパートの前に現れた黒い服を着た覆面のもつ屋の店員に「悪い子」だと告げられた三春は誘拐され、気づいたときにはサンタクロースの本拠地である北極の会社に居た。サンタの本拠地であるにもかかわらず黒いサンタしかいない、さらに会社として成り立っている奇妙な環境に三春は困惑するが、コンビニバイトよりもはるかに好待遇である誘惑にあらがえず働き始める。そして三春は自分とクリスマスとの重要な関係を思い出していく。

## 登場キャラクター
声は、ボイスコミックの担当声優。
日野 三春（ひの みはる）
声 - 西山宏太朗
本作の主人公。大学受験に失敗し、就活するも実らず恋人もいない。
三年間のコンビニバイトを経て黒いサンタの会社にスカウトされる。善良な性格で、困っている人を見捨てることが出来ないお人好し。趣味は他人のほしいものリストを見ることで、その結果配属された『石炭課』で頭角を表す。幼いころに配達員の父親を亡くしている。
目（観察眼）が良く、上記の性格や趣味、ポーソンでの経験等によりサンタとしての能力は群を抜いている。
父親が亡くなる前、なぜか自宅に赤サンタとともにいたクネヒトからブラックカードを受け取り、父親の死後、「自分が欲しい物（父親）」に会うために玩具を1000万円分注文したことがある。
大量の玩具を見た母親の春子はショックで入院してしまい、何とかしようとクネヒトに連絡した結果、おもちゃをすべてプレゼントにして家から出すことを提案され完遂させた。
クネヒト
声 - 櫻井孝宏
黒いサンタクロースの首領、経営的には社長。顔が無い。両手首を繋ぐ鎖を身に着けている。その鎖の魔法のために「良い子」に触れられない。実際には顔はおろか全身がなく、曰く「残っていない」らしい。口だけは例外であり、自分が信用できないから秘密を洩らさないように袋に預けている。嫌がらせのプレゼントとして有名な内臓（ホルモン）をもつ煮込みにして屋台でふるまっており評判がよい。
袋
クネヒトの相棒。寝床は赤いサンタクロースの人形。巨大な口を持っており、相手を口に含むことで収納する。見た目の凶悪さとは裏腹に、口臭や口内環境には人一倍気を使っており、収納された人に不快感はなく、サウナとして最適
北条 志乃（ほうじょう しの）
黒いサンタクロースの一員として働く美少女。優しい性格だが、仕事の際には通常とは全く違った表情を見せる。実家は寺で厳しい環境に辟易してつくりあげたイマジナリィフレンドの仏像が親友。
過去に母親に尼になるためと無理やり坊主にされた際、混乱して寺を全焼させてしまう、焼け落ちる寺から、黒サンタのスカウトに来たクネヒトに助けられて以来、好意を寄せている。
赤いサンタに直接あったことがある。
古平 鉄平（こひら てっぺい）
黒いサンタクロースの一員として働くイケメンの青年。サンタクロースの家では料理長として働く一方、職を掛け持ちしている。弟達を養うために人の三倍の金を必要とする。
「悪い子」であることと同じ理由によりサンタという存在が死ぬほど嫌いだが、なぜかサンタとして働いている。トナカイ『キューピッド』の能力を受ける
工場長
サンタクロースの家にある工場で働く妖精のリーダー。外見は可愛らしいが、性格と声はおっさんそのもの。三春の上司で、彼の出自や力量によって自分の立場が脅かされるのではないかと不安になりパワハラ気味。特別な部屋を与えられている。
帽子のような衣装は、妖精達の親の死体の生皮。余暇をプロレス観戦で楽しむため仕事を定時までに終わらそうと、子帽子にカレーのレシピを食べさせて造ったカレーライスを部下に食べさせようとする。
正体は三春の父であるトーマ（冬馬）であり、二代目の赤いサンタであり、トナカイリーダのルドルフでもある。20年前にドロッセルマイヤーの手先のネズミの襲撃にあい、妻子を守るために顔を隠していた。ルドルフとして活動するときは変成器を使用しキャラも変えていたことが9巻で判明。
妖精/子帽子
工場長の部下。「妖精」および「子帽子」は彼らの総称であり、正式名称は不明。設計図を食べることでおもちゃを下から生み出す能力を持つ。
玩具以外にもレシピを食べることで料理を作成可能だが、出てくるのは玩具と同じく下からである。
白紙の紙も食べるが、出てくるのはうんこである。
親帽子
子帽子たちの親。ネズミに食い殺されているため、子帽子達に命令するため苦肉の策として工場長が皮をかぶっている。
田中 皇帝（たなか カイザー）
声 - 江口拓也
三春のバイト時代の同僚。典型的なDQNのチャラ男でさらにキラキラネーム、歯が1本欠けている。
バイト中の態度はとてつもなく「悪い子」であり救いようがないような行動や言動を度々していた。
実はバイト時代からサンタクロースハウスに所属していて、バイト時代の不手際の数々は三春の地位をわざと下げるための策。
かつて、稲穂の意思で発注した大量のいちご大福を売るのを三春に救ってもらったことで感謝している。このときクネヒトからトナカイ「ダッシャー（泥除け）」にスカウトされ三春を守るために「泥除け」として暗躍している。
歯が欠けているのも「泥除け」としての負傷であり、見た目のいい加減さも大半が上記の策のためのものであり、本人は手際もよくきれい好き。
赤井 稲穂（あかい いなほ）
自称有名コスプレイヤーだという美女。カイザーの元コンビニバイト同僚でもあった。ナルシストで恐ろしい性格。カイザーを「ダーリン」と呼び、固執している。彼が窮地に陥ったのは彼女が原因。
実はトナカイ『ヴィクセン』であるが、言動や性格は生来のものであり、業務中はまじめであるカイザーに突っかかり問題を起こす。
世界的大企業のお嬢様だが、ウェディングドレスを着たいという本人の希望のために、ホストと半年間結婚させられていた。
トナカイ課の受付
足の生えた小さな小屋にいる人物たち。
トナカイ課選考試験の受付窓口をしているが、常に小屋にこもっていて、移動は小屋についている足で行う。小さな小屋の中から複数人の声がする。
赤サンタ候補に近いポーソン練間北口出身者に固執している。カイザーの暗躍はこの人物に対するもの。
ベン
本名はベンジャミン・キヴァンス。元WWVのヒール王者。プロのレスラーであり体は大きいが優しい性格。いなくなったはずの赤サンタが直にスカウトしてきた事になっている。経験と目の良さによって培われた三春の能力と違い、感覚と嗅覚で過酷なサンタ業をこなしている。姉のベティ・キヴァンスもプロのレスラーであり、ベティを目指してレスラーとなった。
ルドルフ
トナカイのリーダー、容姿がなぜか若いころの赤サンタに似ている。変声器のような声。20年前よりずっとルドルフを務めている。
アトラス
かつてトーマの弟だった。ネズミになって鉄平に憑依していたが三春の血によって実体化した。
ドロッセルマイヤー
赤いサンタだったころのクネヒトを愛する技術者でサンタハウスも造った。

## 世界観・用語解説
サンタクロース
クリスマスの夜に活躍する配達人。一般的には伝承の人物で無償で行動する聖人というイメージだが、全員会社員であり給料や年俸を受け取るサラリーマンである。
赤いサンタクロース（以下、赤サンタ）
かつては存在していたが、現在はいなくなっている。
現在は衣装のベルトや道具のみが残されており、赤サンタの資格があるもの以外は使うことができないとされている。

黒いサンタクロース（以下、黒サンタ）
赤サンタに付き従い、「悪い子」にバツとしてのプレゼントを配る役割。
すべて「悪い子」で構成されていて、何年所属するかは犯した罪の重さに比例する。
手分けをして赤サンタの不在を補填している。

石炭課
黒サンタの定番のプレゼントである石炭を名に関した部署。「悪い子」用のプレゼントを選別する業務を行っている。子供の嫌がる感情をシミュレートしたデータを、社員の脳に入力することで結果を確認しているが、精神への負荷が高く過酷な仕事。
トナカイ
伝説のトナカイ達の名を継いだ九人の配達員のこと。年俸は一律一千万円で先払い。
大型トラックの運転手であり、屋外にしか姿を見せず、誰がトナカイかは秘密とされている。
継ぐ名は『ダッシャー』『ダンサー』『プランサー』『ヴィクセン』『コメット』『キューピッド』『ドンダー』『ブリッツェン』『ルドルフ』。
赤鼻のトナカイであるルドルフがリーダー。
継いだ名の刻まれたブラックカードが支給され、そのカードを扱うことにより特殊な能力を発揮できる。
判明している能力は以下の通り
- ダッシャー：「泥除け」。体がカーボンに変化しあらゆる衝撃に耐えられる、露払いの能力。
- ヴィクセン：目玉の二つ付いた尻尾のような動物を操り、対象の記憶を1時間以内なら調整して消すことができる、証拠隠滅の能力。
- コメット：一つ目の星を召喚。星は周囲の状況をスキャンしてコメットの脳内に直接送信する、子供の状況を探る能力。普段黒サンタのやっている監視衛星の原型と目される。
- キューピッド：ボウガンを召喚し、射った相手を味方にし命令を聞かせることができる。伝承のキューピッドは二種類の矢を持っているとされるが、こちらは一種類のみ。
- ドンダー：「雷鳴」。他人に命令を聞かせることができる。対象は味方のみであり、従わせるというよりは司令塔として支援することが本質。実際には筋肉や脳の電気信号を操作増強している。
- ブリッツェン：「稲妻」。掌から電撃を発することができる。「雷鳴」とは相性がよく、どこからでも命令を聞き、通常よりも強力に発揮することができる。良すぎるがために、能力発動中に「雷鳴」と触れあってしまうと、付近に落雷が発生する。
- ルドルフ：巨大な縫い針とリッパ―を持つ。縫い針は人や人同士を痛みなく縫い合わせることができ、リッパ―はそのまま攻撃手段に用いる。一人だけカードからの使用ではなく、赤サンタから受け継いだ道具を使用している。

ポーソン練間北口店
三春とカイザーのバイト先のコンビニ。実はサンタクロースハウスの経営店舗であり、赤サンタ候補を育成するべく、毎日暴動レベルの客が押し寄せる。カイザーは基本さぼっていたため三春はこの暴動を一人で三年間さばいていた。

## 書誌情報
- 中村光 『ブラックナイトパレード』 集英社〈ヤングジャンプ・コミックス〉、既刊10巻（2024年12月18日現在）
  1. 2016年12月14日発行（12月9日発売[集 1]）、ISBN 978-4-08-890564-8
  2. 2017年11月22日発行（11月17日発売[集 2]）、ISBN 978-4-08-890799-4
  3. 2018年12月24日発行（12月19日発売[集 3]）、ISBN 978-4-08-891067-3
  4. 2019年12月24日発行（12月19日発売[集 4]）、ISBN 978-4-08-891317-9
  5. 2020年6月24日発行（6月19日発売[集 5]）、ISBN 978-4-08-891447-3
  6. 2020年12月23日発行（12月18日発売[集 6]）、ISBN 978-4-08-891739-9
  7. 2021年12月22日発行（12月17日発売[集 7]）、ISBN 978-4-08-892175-4
  8. 2022年12月24日発行（12月19日発売[集 8]）、ISBN 978-4-08-892503-5
  9. 2023年12月24日発行（12月19日発売[集 9]）、ISBN 978-4-08-892503-5
  10. 2024年12月23日発行（12月18日発売[集 10]）、ISBN 978-4-08-893550-8

- 中村光（原作）、鎌田哲生・福田雄一（脚本）、七緒（著者）『映画ノベライズ ブラックナイトパレード』 集英社〈集英社オレンジ文庫〉、全1巻、2022年12月20日発行[集 11]、ISBN 978-4-08-680484-4

## 映画
2022年12月23日に公開された。監督は福田雄一、主演は吉沢亮。

### キャスト
- 日野三春：吉沢亮
- 北条志乃：橋本環奈[10][11]
- 田中皇帝：中川大志[10][11]
- 古平鉄平：渡邊圭祐[10][11]
- 赤井稲穂：若月佑美[12]
- 三浦春子：藤井美菜[13]
- 日野冬馬：山田裕貴[14]
- ムロツヨシ
- 吉川輝：佐藤二朗[12]
- クネヒト（声）：玉木宏[15]

### スタッフ
- 原作：中村光『ブラックナイトパレード』（集英社 ヤングジャンプコミックス刊）[13]
- 脚本・監督：福田雄一[13]
- 脚本：鎌田哲生[13]
- 音楽：瀬川英史[13]
- 主題歌：Eve「白雪」（TOY'S FACTORY）[13]
- 製作：市川南
- 共同製作：瓶子吉久、荒木宏幸、渡辺章仁、松橋真三、谷澤淳一
- エグゼクティブ・プロデューサー：臼井央
- 企画・プロデュース：岸田一晃
- プロデューサー：松橋真三、鈴木大造、江見威彦
- 撮影監督：工藤哲也
- アクション監督：難波一宏
- アクション監修：田渕景也
- スタント：柏崎隼風
- 撮影：各務真司
- 照明：藤田貴路
- 録音：柿澤潔
- スクリプター：廣瀬順子
- 美術プロデューサー：吉田敬、大倉謙介
- 美術デザイナー：竹中健
- 装飾：高橋寛
- 特殊衣装制作：川上登
- 衣装デザイナー：YOU-KO
- 衣裳：加藤友美
- ヘアメイク：内城千栄子
- 編集：臼杵恵理
- VFXスーパーアドバイザー：道木伸隆
- 選曲：小西善行
- 音響効果：荒川望
- 監督補：井手上拓哉
- 制作担当：白井麻理
- 宣伝プロデューサー：大竹隆道
- メディアプロモーション：松本令菜
- プロダクション統括：會田望
- 配給：東宝
- 制作プロダクション：クレデウス
- 制作協力：TOHOスタジオ
- 製作：「ブラックナイトパレード」製作委員会（東宝、集英社、アミューズ、ローソンエンタテインメント、クレデウス、三菱地所）

### 書誌出典
以下の出典は『集英社の本』（集英社）内のページ。書誌情報の発売日の出典としている。
1. ↑  “ブラックナイトパレード/1｜中村 光｜ヤングジャンプコミックス｜”. 2017年1月21日閲覧。
2. ↑  “ブラックナイトパレード/2｜中村 光｜ヤングジャンプコミックス｜”. 2017年11月19日閲覧。
3. ↑  “ブラックナイトパレード/3｜中村 光｜ヤングジャンプコミックス｜”. 2018年12月19日閲覧。
4. ↑  “ブラックナイトパレード/4｜中村 光｜ヤングジャンプコミックス｜”. 2020年5月22日閲覧。
5. ↑  “ブラックナイトパレード/5｜中村 光｜ヤングジャンプコミックス｜”. 2020年6月29日閲覧。
6. ↑  “ブラックナイトパレード/6｜中村 光｜ヤングジャンプコミックス｜”. 2020年12月23日閲覧。
7. ↑  “ブラックナイトパレード/7｜中村 光｜ヤングジャンプコミックス｜”. 2021年12月17日閲覧。
8. ↑  “ブラックナイトパレード/8｜中村 光｜ヤングジャンプコミックス｜”. 2022年12月19日閲覧。
9. ↑  “ブラックナイトパレード/9｜中村 光｜ヤングジャンプコミックス｜”. 2023年12月19日閲覧。
10. ↑  “ブラックナイトパレード/10｜中村 光｜ヤングジャンプコミックス｜”. 2024年12月18日閲覧。
11. ↑  “映画ノベライズ ブラックナイトパレード｜七緒／中村 光／鎌田 哲生／福田 雄一｜集英社-SHUEISHA-”. 2023年2月10日閲覧。